# North Carolina State Capitol
Das North Carolina State Capitol befindet sich in North Carolinas Hauptstadt Raleigh am Union Square. Zu Beginn diente es als Sitz diverser politischer Einrichtungen des Bundesstaates North Carolina errichtet. 1888 bezogen der Oberste Gerichtshof und die Bibliothek eigene Gebäude; 1963 zog die Regierung das neue North Carolina State Legislative Building. Heute beherbergt es somit nur noch die Büros des Gouverneurs und des Vizegouverneurs.

## Gebäude

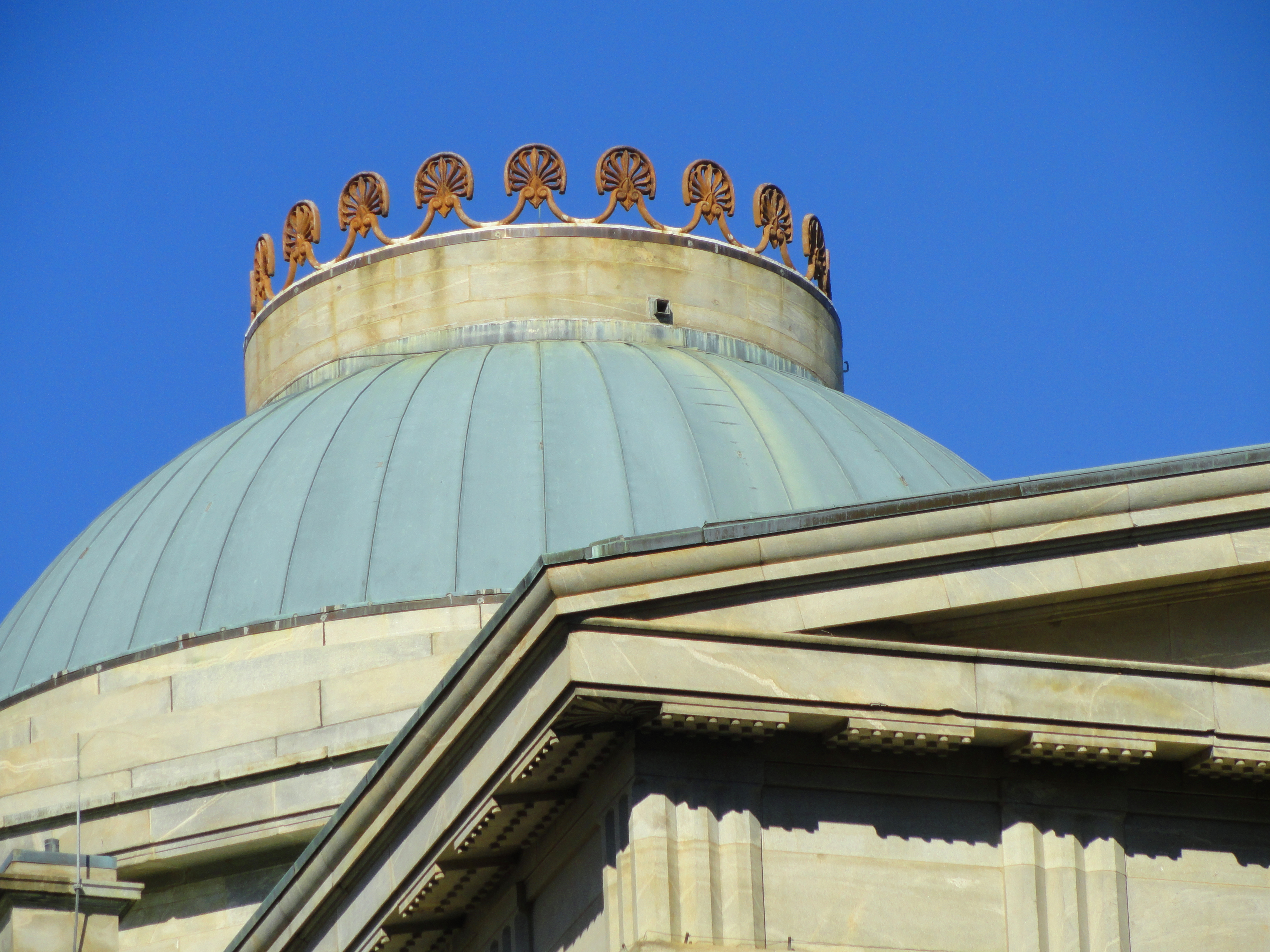
Ein Kranz aus Palmetten fasst das Oberlicht

Das North Carolina State Capitol ist bereits das zweite Parlamentsgebäude an diesem Ort. Schon Ende des 18. Jahrhunderts hatte man hier einen zweistöckigen Backsteinbau errichtet. Nachdem es in den 1820er Jahren diverse umbauten erfahren hatte, brannte das erste Gebäude 1831 nieder. Den Grundstein für das heutige Gebäude legte 1833 Simmons Jones Baker, seines Zeichens Politiker und Großmeister der Freimaurer. Am Entwurf waren u. a. die bekannten Architekten Ithiel Town und Alexander Jackson Davis beteiligt.
Das Gebäude erhielt einen kreuzförmigen Grundriss. Das äußere Erscheinungsbild orientiert sich am damals populären Greek Revival Style. Die Ost- und die Westfassade sind als Portikus mit je vier dorischen Säulen und einem Dreiecksgiebel gestaltet. Auf dem Kreuzungsmittelpunkt ruht eine flache Kuppel. In ihr befindet sich ein Oberlicht, über welches die zentralen Rotunde, in der sich mehrere Denkmäler befinden, mit Tageslicht zu versorgt wird. Im Zentrum der Rotunde steht die Kopie einer Statue, die George Washington als römischen Feldherren darstellt. Das Original stammte vom italienischen Bildhauer Antonio Canova und wurde beim Brand von 1831 zerstört.
Seit Februar 1970 ist das North Carolina State Capitol als Bauwerk in das National Register of Historic Places eingetragen. Im November 1973 erhielt es den Status eines National Historic Landmarks zuerkannt. Ferner ist es Contributing Property des Capitol Area Historic Districts, der im April 1978 als Historic District eingerichtet wurde.

## Umgebung
In der umliegenden Grünanlage findet man weitere Denkmäler. Eine Statue George Washingtons, enthüllt am 4. Juli 1857, war das erste der heute Denkmäler in der Anlage; eine Skulpturengruppe zeigt drei Präsidenten, die aus North Carolina stammten, unter anderem Andrew Jackson. Des Weiteren findet man mehrere Denkmäler für die im Bürgerkrieg, in den beiden Weltkriegen sowie im Vietnamkrieg gefallene Soldaten, ein Denkmal zu Ehren der Frauen und ihrer Leistungen zur Zeit des Bürgerkrieges und für weitere den Staat North Carolina bedeutender Personen vor.

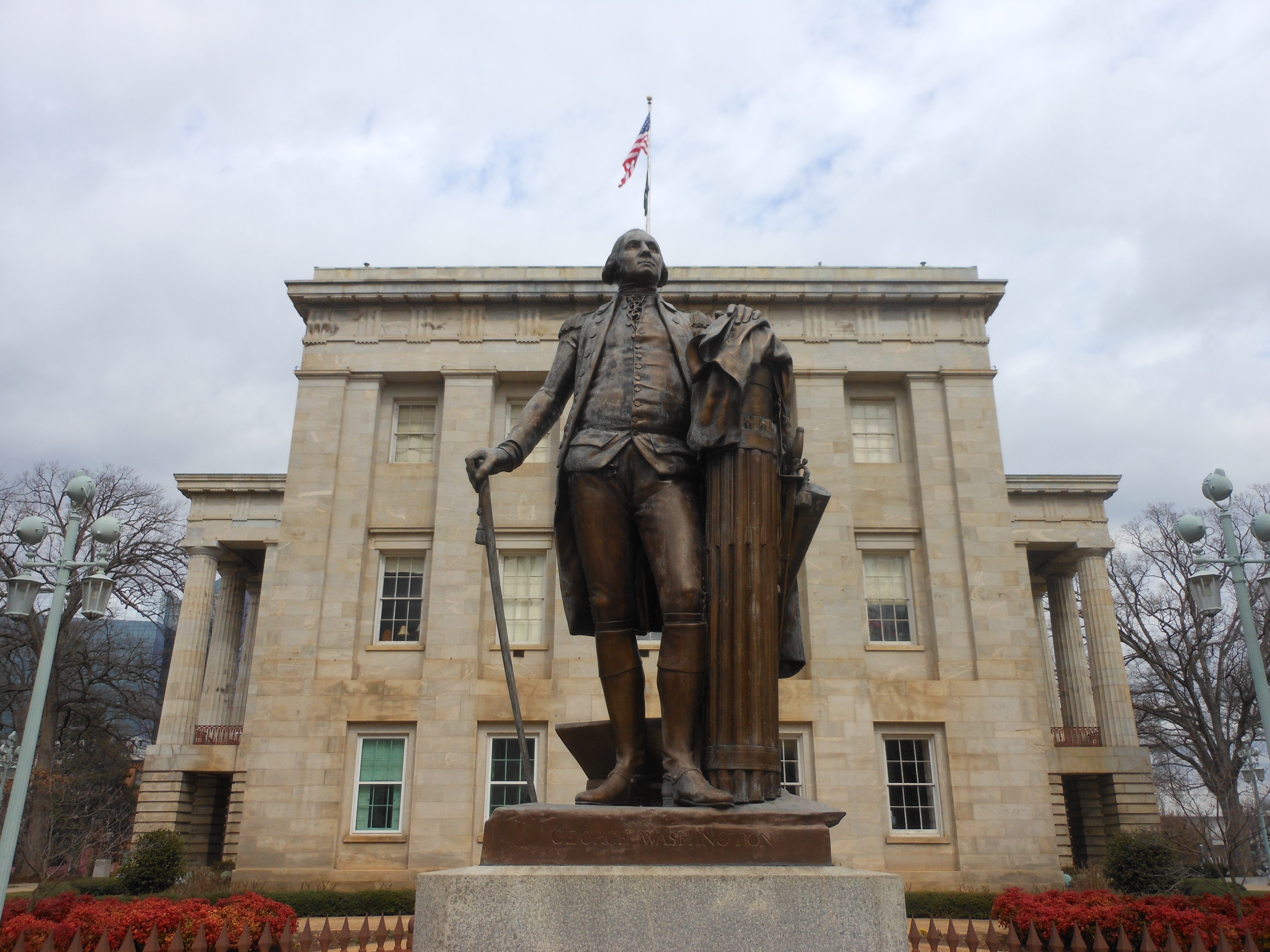
George-Washington-Statue
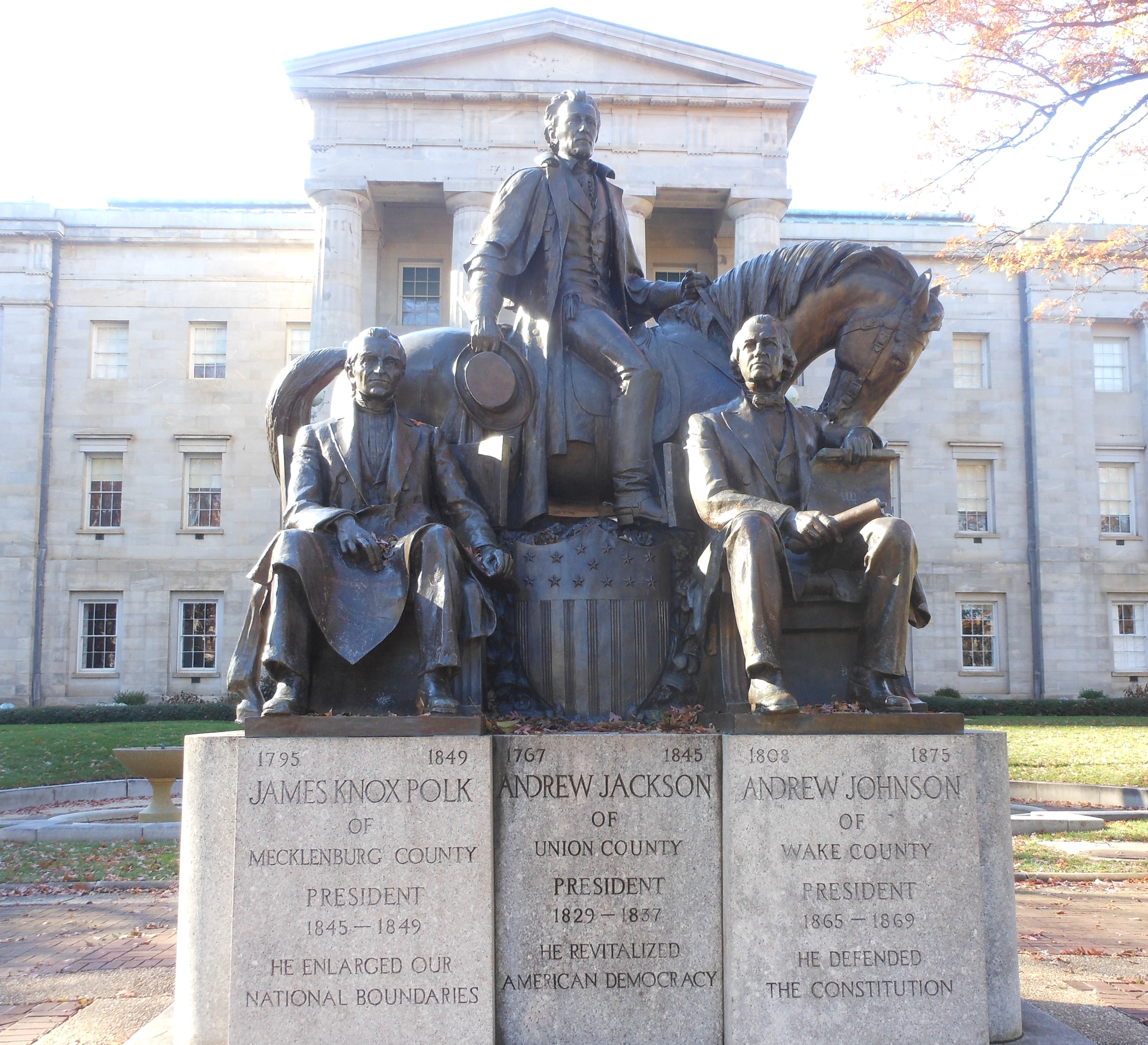
Figurengruppe der drei Präsidenten
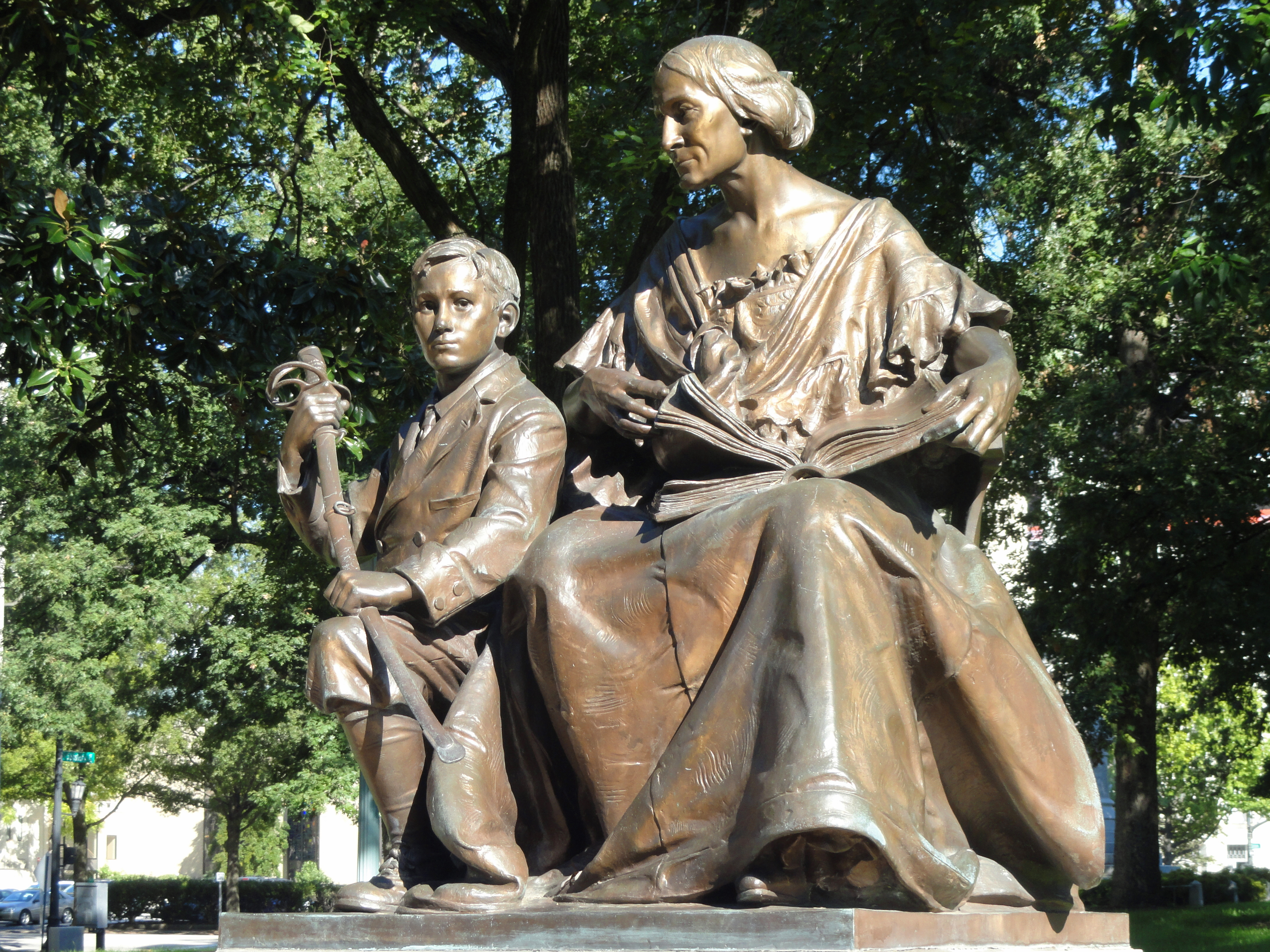
"Women of the Confederacy"-Denkmal
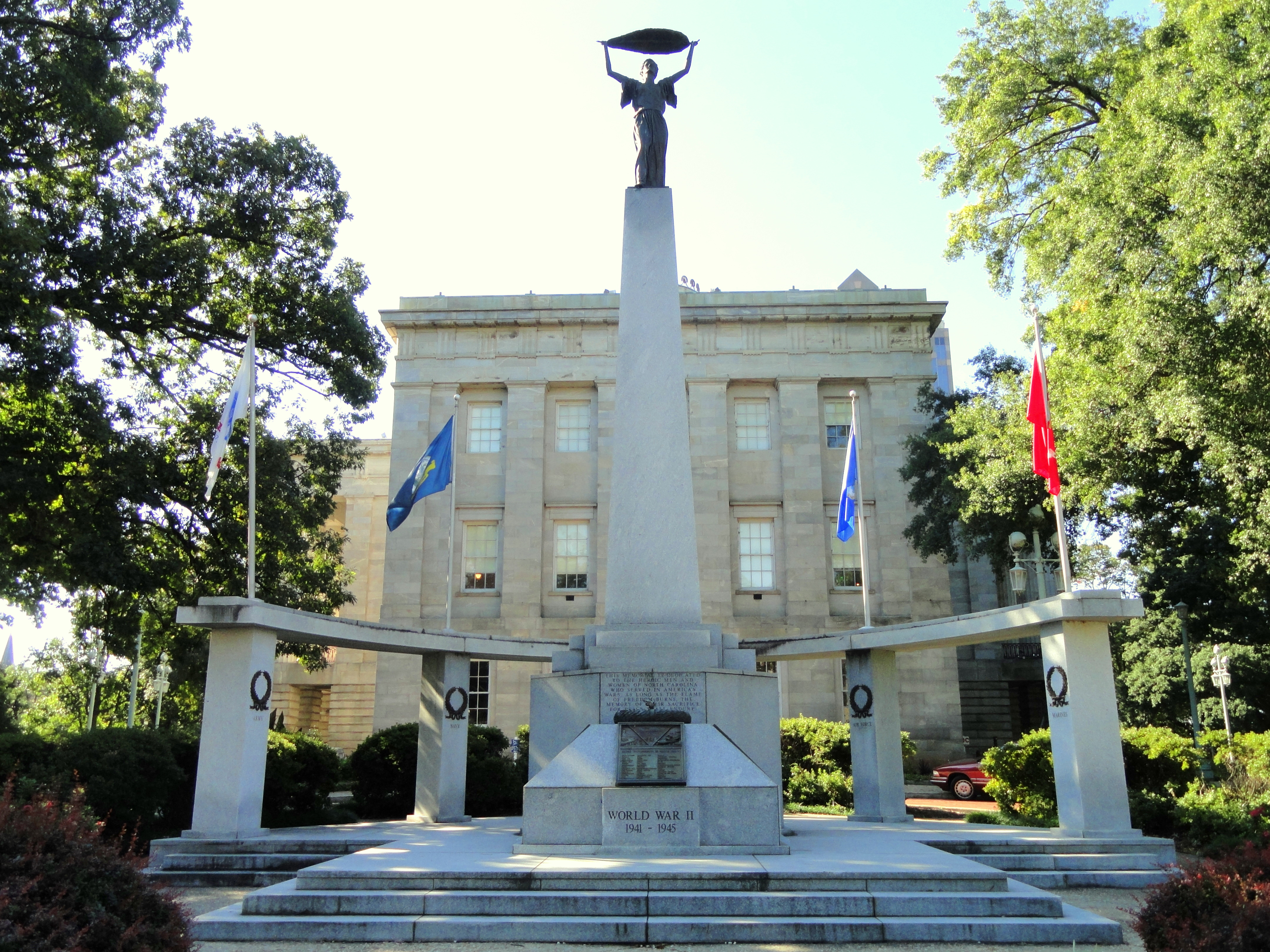
Veteranendenkmal